# Meditazioni metafisiche
Le Meditazioni metafisiche (sottotitolo: Nelle quali sono dimostrate l'esistenza di Dio e l'immortalità dell'anima), scritte da Cartesio e pubblicate per la prima volta in latino col titolo Meditationes de prima philosophia nel 1641, espandono il sistema filosofico cartesiano, ampliando la prima formulazione che ne era stata fatta nel Discorso sul metodo (1637).
Nel 1647 Louis Charles d'Albert de Luynes pubblicò una traduzione francese, riveduta da Descartes, col titolo Méditations métaphysiques.

## Contenuto
L'opera, che si apre con una lettera "Al Decano e ai Dottori della sacra Facoltà di teologia di Parigi, sapientissimi e illustrissimi", procede con una prefazione per il lettore ed un compendio delle sei meditazioni, ognuna delle quali sarà riferita alla precedente come se si fosse compiuta “ieri”:
- Prima meditazione: Di che cosa si ha ragione di dubitare
- Seconda meditazione: La mente umana, e come la si conosca meglio che i corpi
- Terza meditazione: Esistenza di Dio
- Quarta meditazione: Il vero e il falso
- Quinta meditazione: L'essenza delle cose materiali, ancora sull'esistenza di Dio
- Sesta meditazione: L'esistenza delle cose materiali e la distinzione dell'anima dal corpo

L'ampliamento del pensiero espresso nel Discorso sul metodo porta nelle Meditazioni a quella che può essere considerata una nuova originale versione del cogito ergo sum che viene, in un certo senso, ribaltato in "Sum ergo cogito".

## Cogito ergo sum e Sum ergo cogito
Nel Discorso sul metodo (1637) Cartesio grazie al dubbio scopre, nel quarto capoverso, il "primo principio" fondamento di tutto il suo pensiero: «io penso, dunque sono» («je pense, donc je suis») ossia nella formulazione latina più precisa: «Ego cogito, ergo sum, sive existo», «Io penso, dunque sono, ossia esisto»
Questo primo principio è indubitabilmente vero: se, infatti, noi ne dubitassimo non faremmo altro che pensare poiché il dubbio «è un caso particolare del pensiero» che riconferma il "cogito ergo sum" (se dubito, penso e se penso, sono, esisto). Ma se penso, questo pensiero deve pur far capo a qualcosa cioè a me stesso: se penso, devo pur essere qualcosa. Un'affermazione questa così evidente che nessuno scetticismo e neppure un ipotetico  "genio maligno" può scalfire: 
Se ora analizziamo l'espressione "penso dunque sono" vediamo che vi sono due giudizi "io penso" e "io sono" uniti dalla congiunzione "dunque". Ma cosa vuol dire "pensare"?
Quindi Cartesio comprende nel pensiero le operazioni dei sensi e questo comporta che nel cogito, pensiero ed essere coincidono.
Così si può sostenere
- sia che sono, in quanto penso (cogito ergo sum):

- sia che: penso, in quanto sono (sum ergo cogito):

La verità evidente del "cogito" quindi fa capire come all'idea che l'io ha di se stesso, come cosa pensante, corrisponde la sua reale esistenza: 
Una coincidenza però che non vuol dire identità: l'essere dell'io precede infatti, ontologicamente, come esistenza, il pensare, anche se, dal punto di vista conoscitivo, gnoseologicamente, è attraverso il pensare (il dubitare) che si conosce l'io.
Il pensare è da intendere, allora, come l'attributo essenziale dell'io. È stato osservato a questo riguardo che:

### Il valore dell'ergo
Si potrebbe però obiettare che Cartesio esprime nella formula del cogito un "ergo" che fa pensare a un sillogismo, nel quale il "sum", l'"io sono", rappresenterebbe la conclusione; sarebbe allora erroneo nella formula ribaltata "sum ergo cogito" trasformare il sum in una premessa. Ma lo stesso Cartesio chiarisce che: 
Vale a dire che in realtà per il "cogito ergo sum" si tratta solo di un'intuizione e non di un ragionamento dimostrativo vero e proprio: infatti, come spiega Cartesio stesso, il significato dell'ergo da lui usato differisce da quello assunto dal vocabolo in questione nei sillogismi; il suo non è un ragionamento che parte da premesse per arrivare a concludere qualcosa perché questo richiederebbe un preventivo accertamento della veridicità delle premesse. L'ergo qui allora va inteso con un valore connettivo e non dimostrativo: quasi una sorta di esclamazione per sottolineare la scoperta appena fatta.